# Strzelanina w gimnazjum w Wilnie

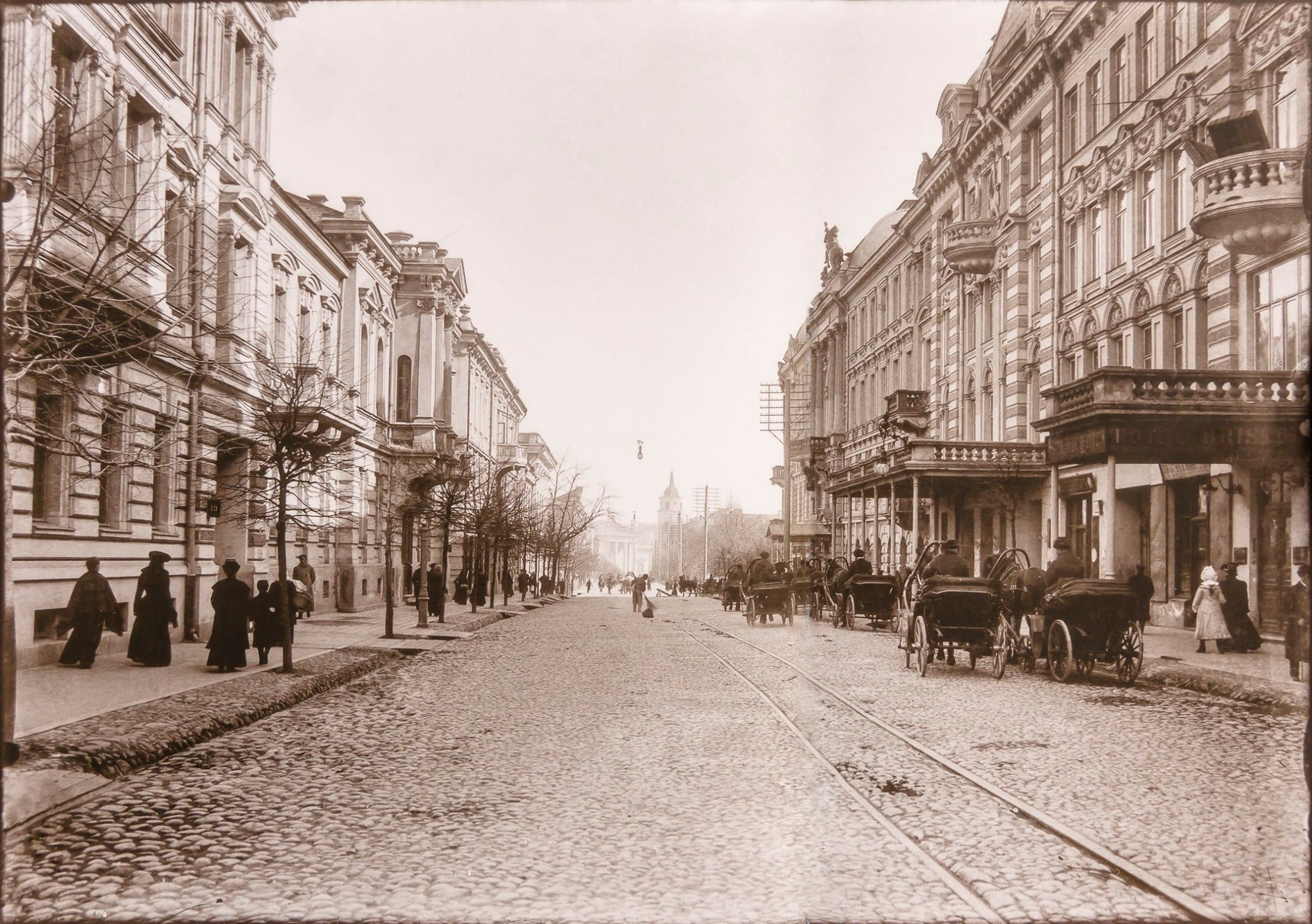
W czasie, gdy miała miejsce strzelanina gimnazjum mieściło się przy ul. Mickiewicza 38

Strzelanina w gimnazjum w Wilnie – największa w polskiej historii strzelanina w szkole, która miała miejsce 6 maja 1925 roku w Państwowym Gimnazjum im. Joachima Lelewela w Wilnie. Strzelanina w gimnazjum w Wilnie była jedną z pierwszych w Europie na tak dużą skalę, wcześniej takie zajścia kończyły się śmiercią jednej lub dwóch ofiar.

## Historia

### Przebieg zdarzeń
Wilno ówcześnie znajdowało się w województwie wileńskim II Rzeczypospolitej, na Kresach Wschodnich. 6 maja 1925 roku o godzinie 11:05 w Gimnazjum im. Lelewela odbywały się egzaminy maturalne. Abiturienci siedzieli pojedynczo w ławkach. Uczeń Stanisław Ławrynowicz nie reagował na upomnienia komisji egzaminacyjnej, która nakazywała mu przerwanie rozmowy z kolegą. Dyrektor szkoły Edward Biegański podszedł do Ławrynowicza i odebrał mu arkusz egzaminacyjny; wówczas uczeń wyciągnął pistolet i oddał dwa strzały w jego kierunku, raniąc go lekko w ramię. Inni uczniowie próbując obezwładnić sprawcę, chwycili go za ręce, jednak Ławrynowicz upuścił broń, oswobodził jedną rękę, po czym wydobył z kieszeni granat ręczny i rzucił go przed siebie. W wyniku eksplozji na miejscu śmierć poniósł Ławrynowicz, jeden z szamoczących się z nim uczniów Tadeusz Domański oraz inny abiturient, śmiertelnie ranny odłamkiem Aleksander Zahorski, który był harcerzem. Oprócz dyrektora Biegańskiego ranni zostali uczniowie Bończa-Osmołowski, Studziński, Borysewicz, Toczyłowski, Symonowicz, Wojtkiewicz, Nawrocki i Gliński.
Tuż po wybuchu granatu, ze swojego miejsca w sali wstał przyjaciel Ławrynowicza, uczeń Janusz Obrąpalski, który dobywając broni strzelał w stronę komisji egzaminacyjnej trafiając w brzuch nauczyciela fizyki, Jana Jankowskiego. Obrąpalski wybiegł na korytarz i usiłował użyć granatu, jednak nie zadziałał zapalnik, po czym zabił się strzałem w głowę.
Profesor Jankowski zmarł osiem godzin później w szpitalu. Ranny został wspomniany dyrektor Edward Biegański oraz ośmiu uczniów (w tym ciężko ranni Toczydłowski, Dubiński, Borysowski).
W tej sprawie śledztwo podjął prokurator Hołownia. Przy zwłokach Ławrynowicza odkryto dwa granaty, zaś później w jego mieszkaniu także wiele granatów. W toku śledztwa odkryto, że strzelanina była zawczasu przygotowana. W jednym z pomieszczeń szkolnych znaleziono (w zależności od źródeł) kilogramowy lub dwukilogramowy ładunek wybuchowy oraz większą liczbę granatów szturmowych, a także list pożegnalny jednego z zamachowców. Po ataku pojawiło się wiele niepotwierdzonych nigdy teorii, w tym wokół domniemanych kontaktów zamachowców z sowieckimi agentami w Polsce.
W pierwszych relacjach prasowych pojawiły się duże rozbieżności odnośnie przebiegu ataku, niektóre media podawały, że zamachowców było dwóch, inne – że było ich aż trzech. Pojawiały się też, niepotwierdzone później, domniemania o politycznym motywie strzelaniny. Artykuł w austriackiej gazecie Neue Freie Presse błędnie nazwał jedną z ofiar tego ataku sprawcą. Ten sam tytuł powielał niesprawdzone informacje o rzekomym przynależności sprawców do młodzieżowych organizacji komunistycznych.

### Reakcje
Zapowiedziano pogrzeb ofiar zdarzenia w dniu 8 maja 1925 na koszt władz państwowych, zaś do Wilna oddelegowano specjalną komisję z ramienia Ministerstwa Wyznań Religijnych i Oświecenia Publicznego. Lekcje w Gimnazjum im. Lelewela zostały zawieszone na czas nieokreślony.
Prasa początkowo nie poświęcała zdarzeniu dużo uwagi, z wyjątkiem tytułów bulwarowych. Dość szybko prasa zaczęła kłaść nacisk na znany od dawna trudny charakter obu sprawców, ich powiązania z organizacją „Strzelec”, związaną z obozem piłsudczykowskim. W dyskusji publicznej zaczęto dość szybko upatrywać przyczyn zbrodni w samej naturze egzaminu maturalnego, a część środowisk zaczęła wzywać do jego likwidacji. W dyskusji krytykowano także program nauczania jako przeładowany, system nauczania jako przestarzały i stawiający na nauczanie pamięciowe oraz nauczycieli i rodziców ówczesnej młodzieży ze względu na brak zaangażowania w wychowanie młodego pokolenia. O inspirację zamachu oskarżano także środowiska komunistyczne.
Najbardziej jednak prawdopodobnym motywem był zły stan psychiczny obydwu sprawców, którzy nie byli w stanie dostosować się do szkolnego trybu życia po doświadczeniach wojennych (Ławrynowicz brał czynny udział w wojnie polsko-bolszewickiej, natomiast Obrąpalski w jej wyniku stracił cały rodzinny dobytek).
O zajściach w Wilnie pisała prasa światowa, m.in. amerykański „The New York Times”, austriacka „Neue Freie Presse”, niemiecka „Die Neue Zeitung”, a także australijski „The Argus”.